# Budismo
O Budismo é uma religião indiana baseada nos ensinamentos de Sidarta Gautama, conhecido como o Buda. De caráter filosófico, é considerado não teísta porque o conceito budista de “Deus” é diferente do conceito ocidental onde um único ser supremo, divino, eterno, celestial e todo-poderoso é criador de todas as coisas. Entre as suas maiores linhas de pensamento, o controle dos eventos da Terra e do universo está nas mãos de Devas, de Bodisatvas, dos próprios humanos, de espíritos famintos e de seres dos infernos. Surgiu na Índia Antiga como uma tradição ascética entre os séculos VI e IV a.C. Atualmente é a quarta maior religião do mundo, com mais de 520 milhões de seguidores (cerca de 7% a 8% da população global), conhecidos como budistas. No Brasil, segundo o censo de 2010, residem aproximadamente 245 mil budistas. Em Portugal, há cerca de 64 mil budistas.
Como expresso nas Quatro Nobres Verdades do Buda, a meta do budismo é a superação do sofrimento (dukkha) causado pelo desejo e pela ignorância em relação à verdadeira natureza da realidade, formada pela impermanência e não existência de fenômenos condicionados (saṅkhāra) mentais permanentes, negando que eles tenham uma realidade substancial independente e que sejam um eu/self (anatta).
O budismo abrange diversas tradições, crenças e práticas espirituais baseadas nos ensinamentos do Buda e em suas interpretações. Os dois maiores ramos do budismo são o theravāda ("Escola dos Anciões" em páli) e o mahāyāna ("O Grande Veículo" em sânscrito). A maioria das tradições budistas se concentram na superação do eu individual através da conquista do nirvana ou da busca do caminho de Buda, o que leva ao fim do ciclo de morte e renascimento. As escolas do budismo divergem em suas interpretações sobre a natureza exata do caminho para a libertação, a importância e a canonicidade dos textos budistas e, especialmente, seus ensinamentos e suas práticas. Entretanto, as bases de todas as tradições e práticas são as Três Joias: o Buda (o mestre), o dharma (os ensinamentos baseados nas leis do universo) e a sangha (a comunidade budista). Encontrar refúgio espiritual nas Três Joias ou Três Tesouros é, em geral, o que distingue um budista de um não-budista. Outras práticas incluem a renúncia à vida secular para se tornar um monge (bhikkhu) ou monja (bhikkhuni), a meditação e o cultivo das paramitas.
O budismo theravada é amplamente seguido no Sri Lanka e em países do Sudeste Asiático, como Camboja, Laos, Mianmar e Tailândia. A tradição mahayana, que inclui escolas como o Zen (Chan), a Terra Pura, o Nichiren, o Shingon e o Tendai (Tiantai), é mais difundida nos países do Leste Asiático, tais como China, Coreia, Japão, Singapura, Taiwan e Vietnã. O vajrayana, um conjunto de ensinamentos surgidos nas comunidades tântricas da Índia, pode ser visto tanto como uma escola separada do budismo quanto como uma tradição esotérica do budismo mahayana. Seu maior expoente, o budismo tibetano, é praticado na região dos Himalaias (Butão, Nepal, Tibete e partes da Índia), na Mongólia e nas repúblicas de Buriácia, Calmúquia e Tuva da Federação Russa. Na Índia, a tradição mais seguida é a navayana ("Novo Veículo" em sânscrito), um movimento neo-budista fundado por B.R. Ambedkar, que rejeitou as doutrinas originais das tradições theravada e mahayana para interpretar o budismo sob um viés de luta de classes. Ele inspirou milhares de dálites, membros da casta inferior no hinduísmo, a se converterem ao budismo.

## A vida de Buda

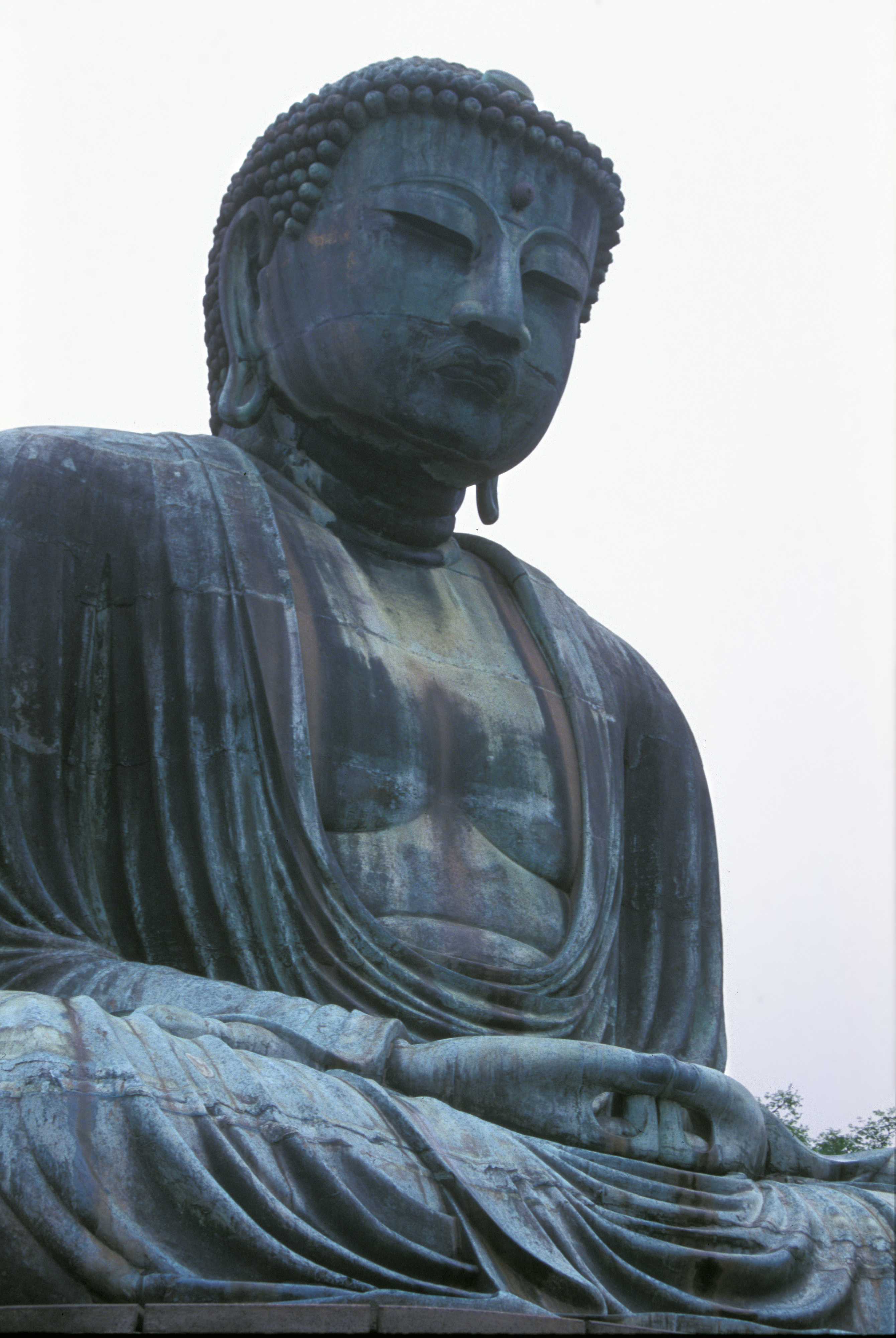
A grande estátua do Buda Amitaba em Kamakura, no Japão.

De acordo com a narrativa convencional, o Buda nasceu em Lumbini (hoje, patrimônio mundial da Organização das Nações Unidas para a Educação, a Ciência e a Cultura) por volta do ano 566 a.C. e cresceu em Capilvasto: ambos, atuais localidades nepalesas. Logo após o nascimento de Sidarta, um astrólogo visitou o pai do jovem príncipe, Suddhodana, e profetizou que Sidarta ou iria se tornar um grande rei, ou renunciaria ao mundo material para se tornar um homem santo se, porventura, visse a vida fora das paredes do palácio.
O rei Suddhodana estava determinado a ver o seu filho se tornar um rei e, assim, impediu que ele saísse do palácio. Mas, aos 29 anos, apesar dos esforços de seu pai, Sidarta se aventurou por além do palácio diversas vezes. Em uma série de encontros (em locais conhecidos pela cultura budista como "quatro pontos"), ele soube do sofrimento das pessoas comuns, encontrando um homem velho, um outro doente, um cadáver e, finalmente, um asceta sadhu, representando a busca espiritual. Essas experiências levaram Gautama, finalmente, a abandonar a vida material e ir em busca de uma vida espiritual.
Sidarta Gautama estudou sob diferentes mestres e desencantou-se com o resultado alcançado pelo que ensinavam. Chegou a praticar ascese rígida, como jejum prolongado, restrição da respiração, e outras formas de exposição a dor, muito comuns naquele tempo na Índia, e quase morreu ao longo do processo. Mas houve um episódio no qual uma jovem lhe ofereceu comida e ele aceitouː isso marcou sua renúncia a tais práticas. Concluiu que as práticas ascéticas extremas não traziam os resultados que buscava. Deduziu, então, que as práticas eram prejudiciais aos praticantes. Ele abandonou o ascetismo, concentrando-se na meditação anapanasati, através da qual descobriu o que hoje os budistas chamam de "caminho do meio": um caminho que não passa pela luxúria e pelos prazeres sensuais, mas que também não passa pelas práticas de mortificação do corpo. Em outras palavras, o caminho do meio não seria o caminho do apego a qualquer coisa, nem também o caminho da negação ou aversão a qualquer coisa, e sim uma terceira via.
Quando tinha 35 anos de idade, Sidarta sentou-se embaixo de uma figueira-dos-pagodes (Ficus religiosa) hoje conhecida como árvore de Bodhi, localizada em Bodh Gaya, na Índia, e prometeu não sair dali até conseguir atingir a iluminação espiritual.
A lenda diz que Sidarta conheceu a dúvida sobre o sucesso de seus objetivos ao ser confrontado por um demônio chamado Mara, que simboliza o mundo das aparências, a tentação, comparado ao papel de Satanás no cristianismo, e muitas vezes representado por uma cobra naja. Mara teria oferecido todos os tipos de prazeres e tentações a Sidarta, que, implacavelmente, repeliu Mara. Vencido Mara, Sidarta acordou para a Verdade, a Verdade da origem, da cessação e do caminho que levava ao fim do sofrimento, e se iluminou. Assim, por volta dos quarenta anos, Sidarta se transformou no Buda, o Iluminado.
Logo, atraiu um grupo de seguidores e instituiu uma ordem monástica. A partir de então, passou seus dias ensinando o darma, viajando por toda a parte nordeste do subcontinente indiano. Ele sempre enfatizou que não era um deus e que a capacidade de se tornar um buda pertencia ao ser humano. Morreu aos oitenta anos de idade, em 483 a.C., em Kushinagar, na Índia.
Os estudiosos têm diversas hipóteses em relação às afirmações sobre a história e os fatos da vida do Buda histórico. A maioria aceita que ele viveu, ensinou e fundou uma ordem monástica, mas não aceita de forma consistente os detalhes de sua biografia. Segundo o escritor Michael Carrithers, em seu livro O Buda, o esboço de uma vida tem que ser verdadeiro: o nascimento, a maturidade, a renúncia, a busca, o despertar e a libertação, o ensino e a morte.
Ao escrever uma biografia sobre Buda, Karen Armstrong disse: "É obviamente difícil, portanto, escrever uma biografia de Buda, atendendo aos critérios modernos, porque temos muito pouca informação que pode ser considerada 'histórica'... mas podemos estar razoavelmente confiantes, pois Siddhartta Gautama realmente existiu e os seus discípulos preservam a sua memória, sua vida e seus ensinamentos".

## Conceitos budistas

### A vida e o mundo

#### Carma: lei de causa e efeito

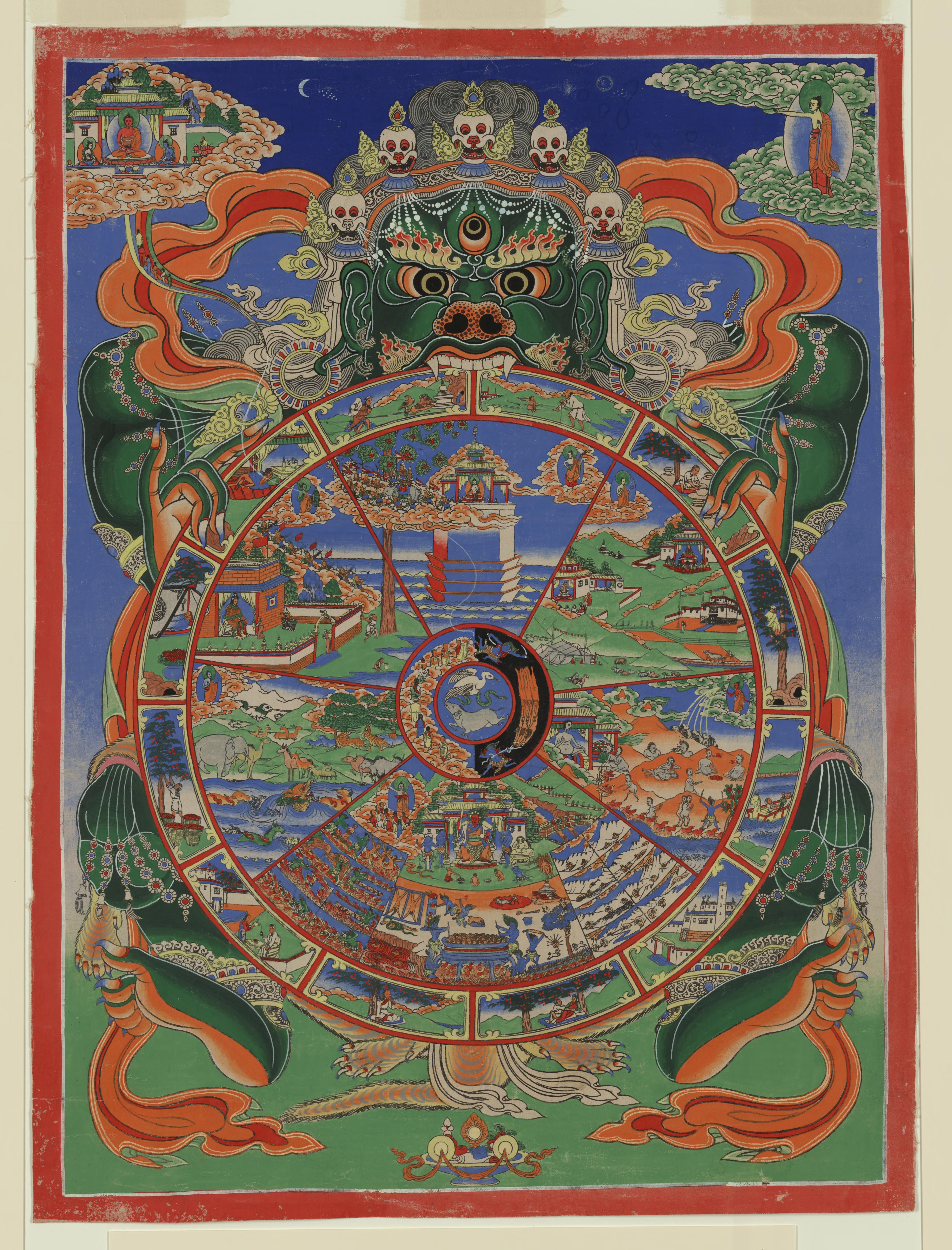
Tradicional thangka do budismo tibetano alusivo à "Roda da Vida", com seus seis reinos.

No budismo, o Carma (do sânscrito कर्म, transl. karmam, e em pali, kamma, "ação") é a força de samsara sobre alguém. Boas ações (páli: kusala), e/ou ações ruins (páli: akisala) geram "sementes" na mente, que virão a aflorar nesta vida ou em um renascimento subsequente. Com o objetivo de cultivar as ações positivas, o sila é um conceito importante do budismo, geralmente, traduzido como "virtude", "boa conduta", "moral" e "preceito".
O carma, na filosofia budista, refere-se especificamente a essas ações (do corpo, da fala e da mente) que brotam da intenção mental (páli: cetana) e que geram consequências (frutos) e/ou resultados (vipaka). Cada vez que uma pessoa age, há alguma qualidade de intenção em sua mente e essa intenção muitas vezes não é demonstrada pelo seu exterior, mas está em seu interior e determinará os efeitos dela decorrentes.

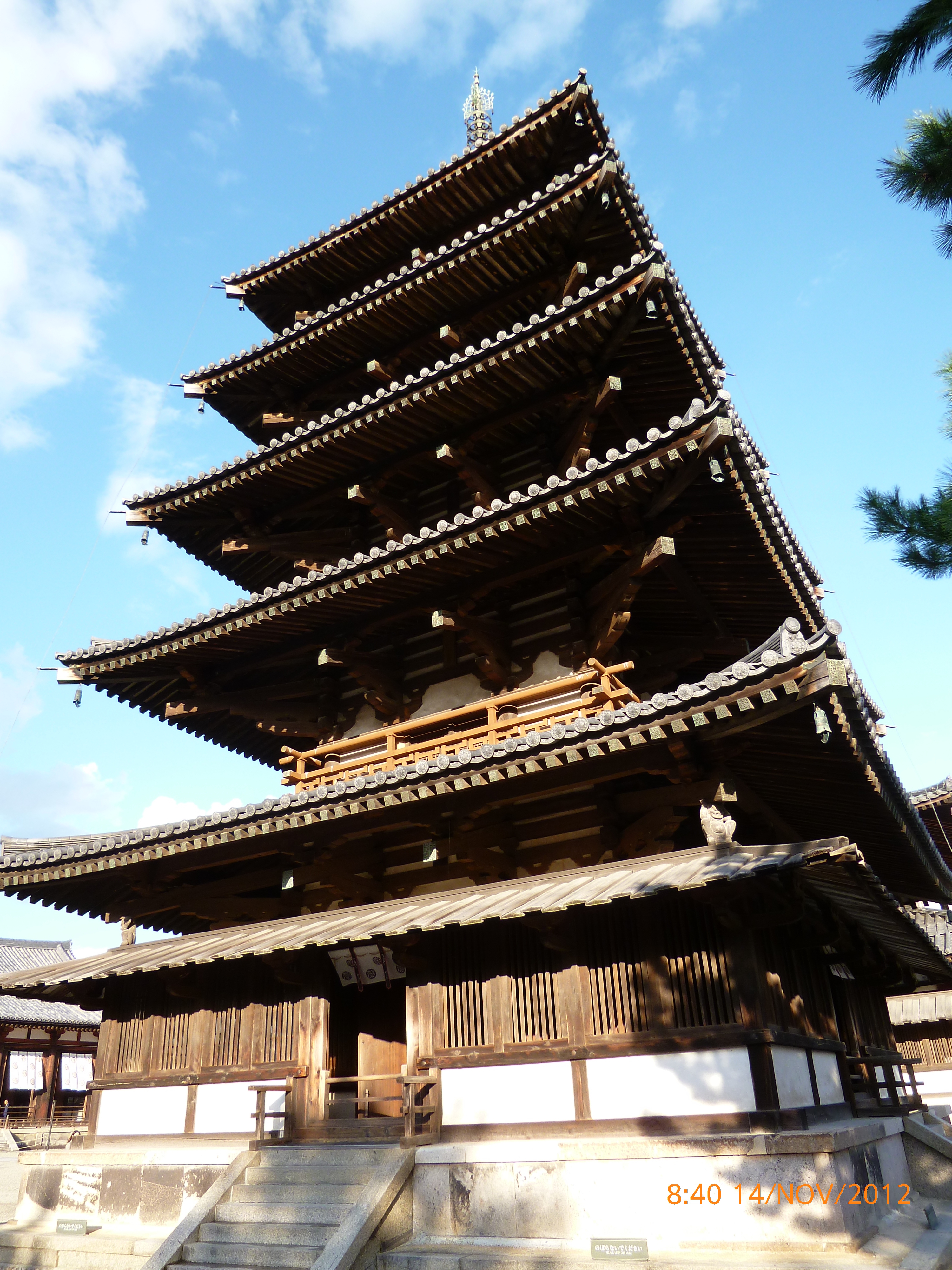
Monumento budista na área de Horyu-ji, no Japão

No budismo Teravada, não pode haver salvação divina ou perdão de um carma, uma vez que é um processo puramente impessoal que faz parte do Universo. Outras escolas, como a Maaiana, porém, têm opiniões diferentes. Por exemplo, os textos dos sutras (como o Sutra do Lótus, Sutra de Angulimala e Sutra do Nirvana) afirmam que, recitando ou simplesmente ouvindo seus textos, as pessoas podem expurgar grandes carmas negativos. Da mesma forma, outras escolas, Vajrayana por exemplo, incentivam a prática dos mantras como meio de cortar um carma negativo.

#### Renascimento
Renascimento refere-se a um processo pelo qual os seres passam por uma sucessão de vidas como uma das muitas formas possíveis de senciência. Entretanto, o budismo, natural da Índia, rejeita conceitos de "autoestima" permanente ou "mente imutável", eterna, como é chamada no cristianismo e até mesmo no hinduísmo, pois, no budismo, existe a doutrina do anatta, sobre a inexistência de um "eu" permanente e imutável.
De acordo com o budismo, o renascimento em existências subsequentes deve antes ser entendido como uma continuação dinâmica, um constante processo de mudança - "originação dependente" (sânscrito: pratītya-samutpāda) - determinado pelas leis de causa e efeito (carma), em vez da noção de um ser encarnado ou transmigrado de uma existência para outra.
Cada renascimento ocorre dentro de um dos seis reinos, de acordo com os nossos reinos de desejos, podendo variar de acordo com as escolas:
1. Reino dos seres dos infernos: aqueles que vivem em um dos muitos infernos;
2. Reino dos fantasmas famintos: o reino de seres que padecem de necessidades sem alívio, sofrimento, remorsos, fome, sede, nudez, miséria, sintomas de doenças, entre outros;[38]
3. Reino animal: um espaço de divisão com os humanos, mas considerado como outra vida;
4. Reino dos seres humanos: um dos reinos de renascimento, em que é possível atingir o nirvana;
5. Reino dos semideuses: às vezes traduzido como "divindades humildes", titãs e antideuses; não é reconhecido pelas escolas Teravada e Maaiana, que os consideram como devas de nível mais baixo;
6. Reino divino: comparado ao paraíso.[38]

O renascimento em alguns dos céus mais altos, conhecido como o mundo de Śuddhāvāsa (moradas puras), pode ser alcançado apenas por pessoas com enorme realização espiritual, conhecidos como não regressistas (sânscrito: anāgāmis). Já o renascimento no reino sem forma (sânscrito: arupa-dhatu) pode ser alcançando apenas por aqueles que podem meditar sobre o arupajhanas, o maior objeto de meditação.
De acordo com o budismo praticado no leste asiático e o budismo tibetano, há um estado intermediário (o bardo) entre uma vida e a próxima. A posição Teravada ortodoxa rejeita esse conceito, no entanto existem passagens no Samyutta Nikaya do Cânone Páli (coleção de textos em que a tradição Teravada é baseada) que parecem dar apoio à ideia de que o Buda ensinou que existe um estado intermediário entre esta vida e a próxima.

#### O ciclo de samsara
Samsara é o ciclo das existências nas quais reinam o sofrimento e a frustração engendrados pela ignorância e pelos conflitos emocionais que dela resultam. O samsara compreende os três mundos superiores (deva, espiritual e seres humanos) e os três inferiores (seres ignorantes, inferiores e animais), julgados não por um valor, mas em função da intensidade de sofrimento.
Os budistas acreditam, em sua maioria, no samsara. Este, por sua vez, é regido pelas leis do carma: a boa conduta produzirá bom carma e a má alma produzirá carma maléfico. Assim como os hindus, os budistas interpretam o samsara não esclarecido como um estado de sofrimento. Só nos libertaremos do samsara se atingirmos o estado total de aceitação, visto que nós sofremos por desejar coisas passageiras, e alcançarmos o nirvana ou a salvação.

### Sofrimento: causas e soluções

#### As Quatro Nobres Verdades
De acordo com o Cânone Páli, As Quatro Nobres Verdades foram os primeiros ensinamentos deixados pelo Buda depois de atingir o nirvana. Algumas vezes, são consideradas como a essência dos ensinamentos do Buda e são apresentadas na forma de um diagnóstico médicoː
1. a vida como a conhecemos é finalmente levada ao sofrimento e/ou mal-estar (dukkha), de uma forma ou outra;
2. o sofrimento é causado pelo desejo (trishna). Isso é, muitas vezes, expressado como um engano agarrado a um certo sentimento de existência, a individualidade, ou para coisas ou fenômenos que consideramos causadores da felicidade e infelicidade. O desejo também tem seu aspecto negativo;
3. o sofrimento acaba quando termina o desejo. Isso é conseguido através da eliminação da ilusão (maya). Assim, alcançamos o estado de libertação do iluminado (bodhi);
4. esse estado é conquistado através dos caminhos ensinados pelo Buda.

Esse método é descrito por alguns acadêmicos ocidentais e ensinado como uma introdução ao budismo por alguns professores contemporâneos do Maaiana, como por exemplo o 14º Dalai Lama, Tenzin Gyatso.
De acordo com outras interpretações de mestres budistas e eruditos, e recentemente reconhecidas por alguns estudiosos ocidentais não budistas, as "verdades" não representam meras declarações e/ou indicações, entretanto estas podem ser agrupadas em dois grupos:
1. o sofrimento e as causas do sofrimento;
2. a cessação do sofrimento e os caminhos para a libertação.

Assim, a Enciclopédia Macmillan de Budismo simplifica As Quatro Nobres Verdades, deixando-as da seguinte maneira:
1. "A Verdade Nobre Que Está Sofrendo";
2. "A Verdade Nobre Que É O Surgimento do Sofrimento";
3. "A Verdade Nobre Que É O Fim do Sofrimento";
4. "A Verdade Nobre Que Produz o Caminho para o Fim do Sofrimento".

A compreensão tradicional do teravada sobre As Quatro Nobres Verdades é que estas são um ensino avançado para aqueles que estão "prontos". A posição maaiana é que eles são ensinamentos prejudiciais para as pessoas que ainda não estão prontas para ensinar. No Extremo Oriente, os ensinamentos são pouco conhecidos.

#### O Nobre Caminho Óctuplo

O Dharmachakra representando o Nobre Caminho Óctuplo.

O Nobre Caminho Óctuplo - A Quarta Nobre Verdade do Buda - é o caminho para a o fim do sofrimento (dukkha). Tem oito seções, cada uma começando com a palavra samyak (que em sânscrito significa "corretamente" e "devidamente"), e são apresentadas em três grupos:
- prajna: é a sabedoria que purifica a mente, permitindo-lhe atingir uma visão espiritual da natureza de todas as coisas. Engloba:

1. dṛṣṭi (ditthi): ver a realidade como ela é, não apenas como parece ser;
2. saṃkalpa (sankappa): a intenção de renúncia, de liberdade e inocuidade.

- sila: é a ética ou moral, a abstenção de atos nocivos. Engloba:

1. vāc vāc (vāca): falando de uma maneira verdadeira e não ofensiva;
2. karman (kammanta): agir de uma maneira não prejudicial;
3. ājīvana (ājīva): o meio de vida deve seguir os preceitos citados anteriormente.[48]

- samadhi: é a disciplina mental necessária para desenvolver o domínio sobre a própria mente. Isso é feito através de práticas. Engloba:

1. vyāyāma vyāyāma (vāyāma): fazer um esforço para melhorar;
2. smṛti (sati): ver as coisas como elas estão com a consciência clara da realidade presente dentro de si mesmo, sem desejo ou aversão;
3. samādhi (samādhi): meditar ou concentrar-se de maneira correta.

A prática do Caminho Óctuplo é compreendida de duas maneiras: desenvolvimento simultâneo dos oito itens paralelamente, ou como uma série progressiva pela qual o praticante se move, ao conquistar um estágio. Contudo, os quatro nikāyas principais e o Caminho Óctuplo, geralmente, não são ensinados para leigos e são pouco conhecidos no Extremo Oriente.
Os oito itens do caminho normalmente são apresentados em três divisões (ou treinamentos elevados), como mostrado abaixo:
| Divisão                                       | Fator Óctuplo            | Sânscrito, Pali                 | Descrição |
| --------------------------------------------- | ------------------------ | ------------------------------- | --- |
| Sabedoria (Sânscrito: prajñā, Pāli: paññā)    | 1. Visão correta         | samyag dṛṣṭi, sammā ditthi      | A crença de que existe uma vida após a morte e que nem tudo termina com a morte, que Buda ensinou e seguiu um caminho bem-sucedido para o nirvana; segundo Peter Harvey, a visão correta é considerada no budismo como uma crença nos princípios budistas de karma e renascimento, e na importância das Quatro Nobres Verdades e das Realidades Verdadeiras.                         |
| Sabedoria (Sânscrito: prajñā, Pāli: paññā)    | 2. Intenção correta      | samyag saṃkalpa, sammā saṅkappa | Abandonar o lar e adotar a vida de um mendicante religioso a fim de seguir o caminho; esse conceito, segundo Harvey, tem como objetivo uma renúncia pacífica, em um ambiente de não-sensualidade, ausência de má vontade (em direção à bondade amorosa) e afastamento da crueldade (em direção à compaixão).                                                                         |
| Virtudes morais (Sânscrito: śīla, Pāli: sīla) | 3. Fala correta          | samyag vāc, sammā vāca          | Não mentir, não usar de linguagem rude, não revelar o que uma pessoa diz sobre outra e falar aquilo que conduz à salvação. |
| Virtudes morais (Sânscrito: śīla, Pāli: sīla) | 4. Ação correta          | samyag karman, sammā kammanta   | Não matar ou ferir, não tomar o que não é dado; nenhum ato sexual na busca monástica, e, para os budistas leigos, nenhuma conduta sensual inadequada, como o envolvimento sexual com alguém casado ou com uma mulher não casada protegida por seus pais ou parentes. |
| Virtudes morais (Sânscrito: śīla, Pāli: sīla) | 5. Meio de vida correto  | samyag ājīvana, sammā ājīva     | Para os monges, mendigar para se alimentar, possuindo apenas o que é essencial para sustentar a vida. Para os budistas leigos, os textos canônicos definem o meio de vida correto como a abstenção de um meio de vida incorreto, explicado como não se tornar fonte ou meio de sofrimento para os seres sencientes, enganando-os, ou prejudicando-os e matando-os de qualquer forma. |
| Meditação (Sânscrito e Pāli: samādi)          | 6. Esforço correto       | samyag vyāyāma, sammā vāyāma    | Evitar pensamentos sensuais; esse conceito, segundo Harvey, visa prevenir estados prejudiciais que perturbam a meditação. |
| Meditação (Sânscrito e Pāli: samādi)          | 7. Atenção plena correta | samyag smṛti, sammā sati        | Não estar desatento, mantendo-se consciente do que se faz; isso, segundo Harvey, encoraja a atenção plena quanto à impermanência do corpo, dos sentimentos e da mente, bem como a vivência dos cinco skandhas, dos cinco obstáculos, das quatro Realidades Verdadeiras e dos sete fatores do despertar.                                                                              |
| Meditação (Sânscrito e Pāli: samādi)          | 8. Concentração correta  | samyag samādhi, sammā samādhi   | Meditação ou concentração correta (dhyāna), explicada como as quatro jhānas. |

#### Caminho do Meio
Um importante princípio orientador da prática budista é o Caminho do Meio, que se diz ter sido descoberto pelo Buda, antes de sua iluminação. O Caminho do Meio tem várias definições:
1. a prática de não extremismo: um caminho de moderação e distância entre a autoindulgência e a morte;
2. o meio-termo entre determinadas visões metafísicas;
3. uma explicação do nirvana (perfeita iluminação), um estado no qual fica claro que todas as dualidades aparentes no mundo são ilusórias;
4. outros termos para o sunyata, a última natureza de todos os fenômenos (na escola Maaiana).

### A forma como as coisas são

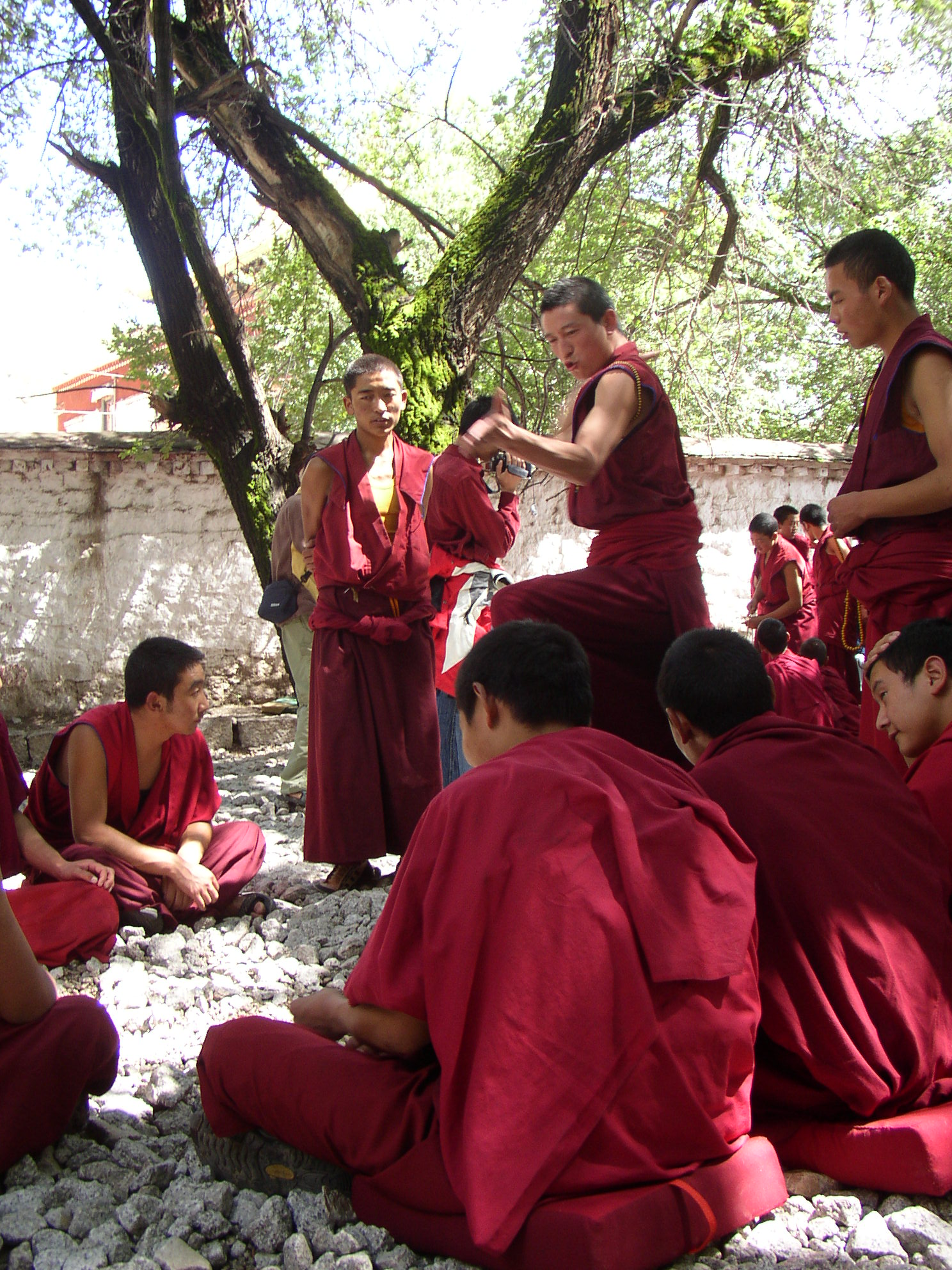
Debate entre monges do Mosteiro de Sera, no Tibete

Estudiosos budistas têm produzido uma quantidade notável de teorias intelectuais, filosóficas e conceitos de visão do mundo. Algumas escolas do budismo desencorajam estudos doutrinários, algumas os consideram como essenciais, pelo menos para algumas pessoas em algumas fases do budismo.
Nos primeiros ensinamentos budistas, de certa forma, compartilhado por todas as escolas existentes, o conceito de libertação (nirvana) está intimamente ligado com a correta compreensão de como a mente lida com o estresse. Ao termos conhecimento sobre o apego, um sentimento de desapego é gerado e se é liberado do sofrimento (dukkha) e do ciclo de renascimento (samsara). Para esse efeito, o Buda recomendou ver as coisas através das três marcas da existência.

#### Impermanência, sofrimento e não eu
Anicca (sânscrito: anitya) é um termo que exprime o conceito budista de que todas as coisas são compostas ou fenômenos condicionados, sendo estes, inconstantes, instáveis e impermanentes. Tudo o que podemos experimentar através dos nossos sentidos é composto de peças e sua existência depende de condições externas. Tudo está em fluxo constante e, assim, as condições e coisas em si estão mudando constantemente. As coisas estão constantemente vindo a ser e deixando de ser.
Segundo a doutrina da impermanência, a vida humana incorpora esse fluxo no processo de envelhecimento, no ciclo de renascimento e em qualquer existência de perda. A doutrina afirma ainda que, pelo fato de as coisas serem impermanentes, o apego a elas é inútil e leva ao sofrimento (dukkha).
Dukkha (sânscrito duhkha) é um dos conceitos centrais do budismo. A palavra pode ser traduzida de diversas maneiras, incluindo sofrimento, dor, insatisfação, tristeza, angústia, ansiedade, desconforto, estresse, infelicidade e frustração, por exemplo. Apesar disso, dukkha é traduzido, muitas vezes, como "sofrimento", o seu significado filosófico é mais semelhante a "inquietação", como na condição de ser perturbado. Devido a isso, algumas literaturas preferem não traduzir o verbete, como é o caso do inglês, com o objetivo de englobar em uma palavra todos os significados.
Anatta (sânscrito anatman) refere-se à noção da inexistência de um "eu" próprio persistente nos fenômenos condicionados. Após uma análise cuidadosa, verifica-se que nenhum fenômeno é realmente "eu" ou "meu", estes conceitos são, na realidade, construídos pela mente. Nos nikayas, o anatta não é entendido como uma afirmação metafísica, mas como uma aproximação para ganhar a libertação do sofrimento. O Buda rejeitou ambos os conceitos de afirmação absoluta e negação absoluta da existência de um self, eternalismo ou aniquilacionismo, afirmando que eles nos ligam ao sofrimento. No Anattalakkhaṇa Sutta, encontrado no Cânone Páli, é afirmado:
"O corpo... não é self [é anatta]. Se o corpo fosse o self, esse corpo não se prestaria à doença. Seria possível (dizer) em relação ao corpo: 'Que meu corpo seja assim. Que meu corpo não seja assim.' Mas precisamente porque o corpo não é self, o corpo se presta à doença... O sentimento não é self... A percepção não é self... Os processos mentais não são self... A consciência não é self. Se a consciência fosse o self, essa consciência não se prestaria à doença. Seria possível (dizer) em relação à consciência: "Que minha consciência seja assim. Que minha consciência não seja assim". Mas precisamente porque a consciência não é self, a consciência se presta à doença. Assim, qualquer corpo [ou sentimento, ou percepção, ou consciência, etc.] – passado, futuro ou presente; interno ou externo; flagrante ou sutil, comum ou sublime, distante ou próximo; todo corpo deve ser visto como realmente é com o discernimento correto como: 'Isso não é meu. Isso não sou eu. Isso não é o que eu sou.'"

#### Originação dependente
A doutrina do pratītyasamutpāda é uma parte importante da metafísica budista. Ela afirma que os fenômenos surgem juntos em uma teia interdependente de causa e efeito. É variavelmente traduzida como "orientação dependente", "gênese condicionada", "codependente decorrentes" ou "emergência".
O conceito mais conhecido e aplicado do pratītyasamutpāda é o regime dos Doze Nidānas (do páli: nidāna, que significa "provocar", "fundação", "fonte" e "origem"), que explicam a continuação do ciclo de sofrimento e renascimento em detalhe. Os Doze Nidānas descrevem uma relação entre as características subsequentes, cada uma dando origem ao nível seguinte:
1. Avidyā: ignorância (especificamente espiritual);[34][66]
2. Saṃskāras: formações;[66]
3. Vijñāna: consciência;[34][66]
4. Nāmarūpa: nome e forma (refere-se à mente e ao corpo);[34][66]
5. Ṣaḍāyatana: suas bases dos sentidos (olhos, nariz, ouvidos, língua, corpo e mente);[66]
6. Sparśa: contato (traduzido, também, como "impressão" ou "estimulo" por um objeto);[66]
7. Vedanā: sensação, traduzida como algo "desagradável", "agradável" ou neutro;[66]
8. Tṛṣṇā: sede, mas, no budismo, refere-se ao desejo;[66]
9. Upādāna: apego ou apreensão;[66]
10. Bhava: ser (existência) ou se tornar (no Teravada possui dois significados: o carma, que produz uma nova existência, e a existência em si);[34][66]
11. Jāti: nascimento (entendido como ponto de partida);[34][66]
12. Jarāmaraṇa: velhice e morte, também traduzida, através do śokaparidevaduḥkhadaurmanasyopāyāsa, como tristeza, lamentação, dor e miséria.[66]

#### Sunyata
Grande parte do budismo maaiana foi fundamentado nas teorias de Nagarjuna, provavelmente o estudioso mais influente dentro das tradições da escola budista. A principal contribuição do filósofo budista foi a exposição sistemática do conceito de sunyata, "vacuidade" ou "vazio", comprovada amplamente nos sutras, como Prajnaparamita, importantíssimos na época.
O conceito de "vacuidade" reúne as outras principais doutrinas budistas, particularmente a anatta e a pratītyasamutpāda (orientação dependente), para refutar a metafísica da Sarvastivada e Sautrāntika (não extintas da escola Maaiana). Para Nagarjuna, não são apenas os seres sencientes que estão vazios de atman; todos os fenômenos (dharmas) são, sem qualquer svabhava (literalmente "própria natureza" ou "autonatureza") e, portanto, sem qualquer essência fundamental, pois eles são vazios de ser independentes, assim, as teorias heterodoxas de Svabhava, circuladas na época, foram desmentidas com base nas demais doutrinas budistas.
Os pensamentos de Nagarjuna são conhecidos como Madhyamaka. Alguns dos escritos atribuídos a Nagarjuna fazem referências explícitas aos textos de Maaiana, mas sua filosofia foi argumentada dentro dos "parênteses" estabelecidos pela ágama. Ele pode ter chegado à sua posição a partir de um desejo de alcançar uma exegese coerente da doutrina do Buda, tal como o Canon. Aos olhos de Nagarjuna, o Buda não era apenas um precursor, mas o próprio fundador do sistema Madhyamaka.
Os ensinamentos sarvastivada, que foram criticados por Nagarjuna, foram reescritos por estudiosos como Vasubandhu e Asanga e foram, posteriormente, adaptados para a prática do Yoga (sânscrito: Yogacara). Enquanto a escola Madhyamaka declarou que afirmar a existência ou a inexistência de qualquer coisa, em última análise, era inadequado, contudo, alguns expoentes da Yogacara afirmaram que a mente, e só a mente, é real (doutrina conhecida como consciência). Entretanto, nem todos dentro do Yogacara consideram essa afirmação; Vasubandhu e Asanga, em particular, são um exemplo.
Além do vazio, a escola Maaiana, muitas vezes, dá ênfase nas noções de discernimento espiritual pleno (prajnaparamita) e na natureza búdica (tathagatagarbha, que significa "embrião budista"). De acordo com o sutras de tathagatagarbha, o Buda revelou a realidade da imortal natureza budista, que se diz ser inerente a todos os seres vivos e permite que todos eles, eventualmente, atinjam a iluminação completa, ou seja, tornando-se Budas.

#### Especulações contra a existência direta na epistemologia budista
A distinção entre o budismo e outras escolas filosóficas indianas é uma questão da justificação da epistemologia. Apesar de todas as escolas de lógica indiana reconhecerem vários conjuntos das justificativas válidas para o conhecimento (pramana), o budismo, por sua vez, reconhece um conjunto menor do que os outros. Todos aceitam a percepção e a inferência, por exemplo, mas, algumas escolas budistas não.
De acordo com as escrituras, durante a sua vida, o Buda permaneceu em silêncio quando questionado sobre várias questões metafísicas, conhecidas como "Questões avyākata". São perguntas como: se o universo é eterno ou não (ou se é finito ou infinito), se há unidade ou separação do corpo e do atman, a inexistência completa de uma pessoa depois do nirvana, entre outros. Uma explicação para esse silêncio é que tais questões atrapalham a atividade prática para o bodhi e trazem o perigo de substituir a experiência de libertação através da compreensão conceitual da doutrina ou pela fé religiosa.

## Escolas

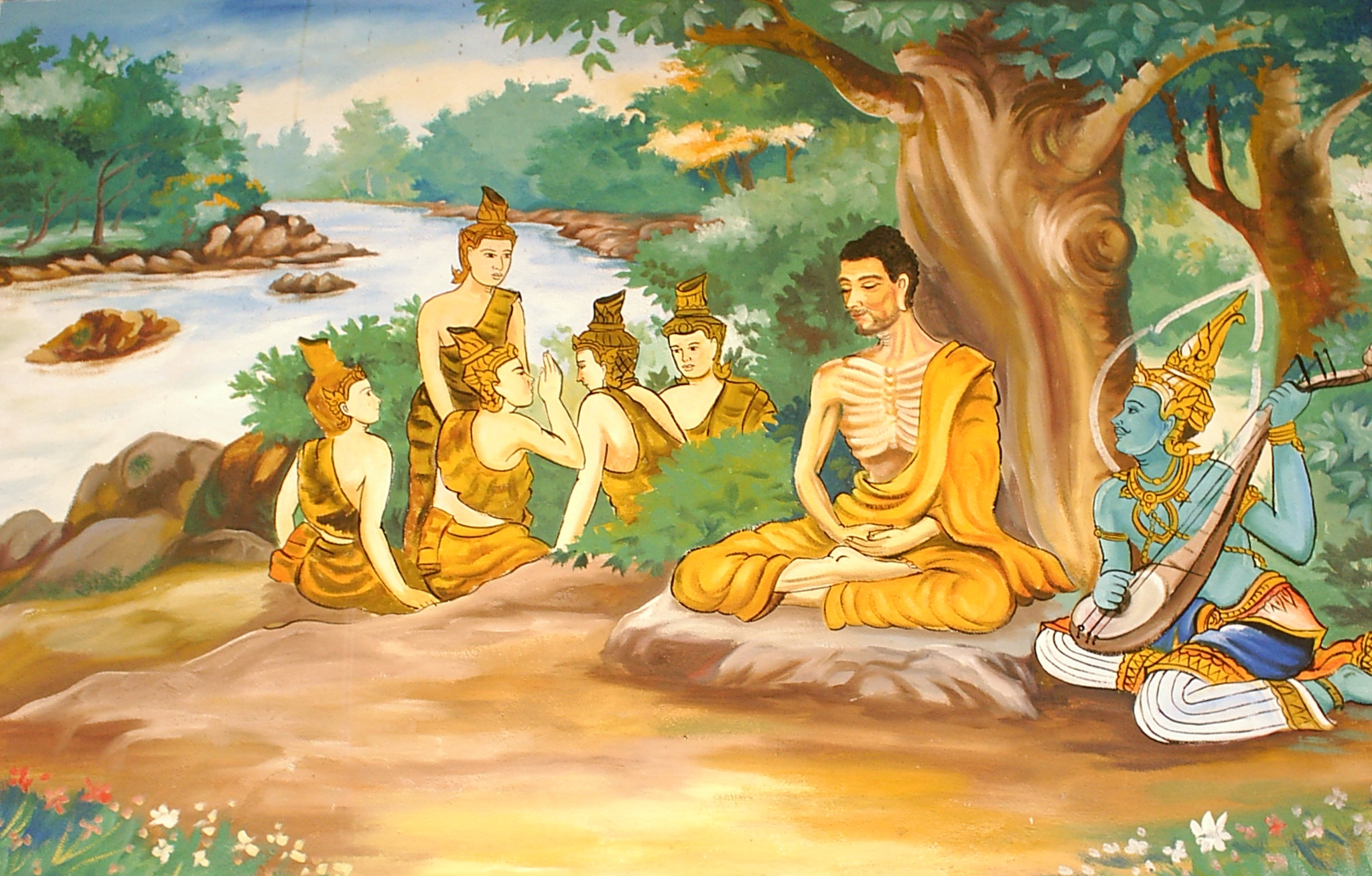
Gautama com seus cinco companheiros, que, mais tarde, compuseram a primeira Sangha (comunidade monástica budista). Pintura da parede de um templo no Laos.

Atualmente, as escolas budistas se agrupam em 3 grandes linhas de pensamento: Teravada (38%), Maaiana (56%) e Vajrayana, 6%.
Por sua vez, de um modo geral, atualmente, a linha Maaiana é uma linha que pode ser subdividida ainda em 3 grandes grupos: Tiantai (Nichiren), Terra Pura e Zen (Chan).
Do ponto de vista histórico, a sangha ("escola") original, após a realização de um concílio no século IV a.C., dividiu-se em duas escolas de pensamento: Mahasanghika e Sthaviravada. Desses dois troncos, a única escola remanescente é a Teravada. Após essas divisões, outras escolas surgiram até chegarmos ao cenário atual aonde as escolas se classificam em três linhas de pensamento (veículos): Escolas Antigas ("Theravada"), Escolas Mahayana e Escolas Vajrayana. As escolas se agrupam da seguinte forma:
- Escolas Antigas: Ch'eng-shih, Chu-she, Jôjitsu, Kusha, Lü-tsung, Mahasamghika, Pudgalavada, Ritsu, Sarvastivada, Sautrantika, Sthaviravada, Theravada e Vaibhashika;[74]
- Escolas Mahayana: Ch'an, Ching-t'u, Chittamatra, Fa-hsiang, Hossô, Hua-yen, Ji-shû, Jnanavada, Jôdo, Jôdo Shin, Kegon, Madhyamaka, Madhyamika, Nichiren, Nieh-p'an, San-lun, Sanron, Tathagatagarbha, Ti-lun, Won, Yogachara, Yün-chi e Zen;[74]
- Escolas Vajrayana: Nyingma, Gelug, Sakya, Jonang, Kadam, Kagyü, Mi-tsung, Shingon, Tendai e T'ien-t'ai.[74]

| Cronologia: Desenvolvimento e propagação das tradições budistas (ca. 450 a.C. – ca. 1300 d.C.).    |                         |                             |                             |                                         |                                         |                                         |                                         |                                         |                  |                  |                  |
| |                         |                             |                             |                                         |                                         |                                         |                                         |                                         |                  |                  |                  |
| | 450 a.C.                | 450 a.C.                    | 250 a.C.                    | 100 d.C.                                | 100 d.C.                                | 500 d.C.                                | 500 d.C.                                | 700 d.C.                                | 800 d.C.         | 800 d.C.         | 1200 d.C.        |
| |                         |                             |                             |                                         |                                         |                                         |                                         |                                         |                  |                  |                  |
| Índia                                                                                              | Sanga inicial           |                             |                             |                                         |                                         |                                         |                                         |                                         |                  |                  |                  |
| Índia                                                                                              | Sanga inicial           | Escolas iniciais do Budismo | Escolas iniciais do Budismo | Escolas iniciais do Budismo             | Escolas iniciais do Budismo             | Mahayana                                | Mahayana                                | Vajrayana                               | Vajrayana        | Vajrayana        |                  |
| Índia                                                                                              | Sanga inicial           | Escolas iniciais do Budismo | Escolas iniciais do Budismo | Escolas iniciais do Budismo             | Escolas iniciais do Budismo             |                                         |                                         |                                         |                  |                  |                  |
| Índia                                                                                              | Sanga inicial           |                             |                             |                                         |                                         |                                         |                                         |                                         |                  |                  |                  |
| Índia                                                                                              | Sanga inicial           |                             |                             |                                         |                                         |                                         |                                         |                                         |                  |                  |                  |
| |                         |                             |                             |                                         |                                         |                                         |                                         |                                         |                  |                  |                  |
| Sri Lanka & Sudeste Asiático                                                                       |                         |                             | Budismo Teravada            | Budismo Teravada                        |                                         |                                         |                                         |                                         |                  |                  |                  |
| Sri Lanka & Sudeste Asiático                                                                       |                         |                             |                             |                                         |                                         |                                         |                                         |                                         |                  |                  |                  |
| Sri Lanka & Sudeste Asiático                                                                       |                         |                             |                             |                                         |                                         |                                         |                                         |                                         |                  |                  |                  |
| |                         |                             |                             |                                         |                                         |                                         |                                         |                                         |                  |                  |                  |
| Ásia Central                                                                                       |                         |                             | Greco-Budismo               | Greco-Budismo                           | Greco-Budismo                           | Greco-Budismo                           |                                         | Budismo Tibetano                        | Budismo Tibetano | Budismo Tibetano | Budismo Tibetano |
| Ásia Central                                                                                       |                         |                             |                             |                                         |                                         |                                         |                                         | Budismo Tibetano                        | Budismo Tibetano | Budismo Tibetano | Budismo Tibetano |
| Ásia Central                                                                                       | Budismo da Rota da Seda |                             |                             |                                         |                                         |                                         |                                         | Budismo Tibetano                        | Budismo Tibetano | Budismo Tibetano | Budismo Tibetano |
| |                         |                             |                             |                                         |                                         |                                         |                                         |                                         |                  |                  |                  |
| Extremo Oriente                                                                                    |                         |                             |                             | Chán, Tendai, Terra Pura, Zen, Nichiren | Chán, Tendai, Terra Pura, Zen, Nichiren | Chán, Tendai, Terra Pura, Zen, Nichiren | Chán, Tendai, Terra Pura, Zen, Nichiren | Chán, Tendai, Terra Pura, Zen, Nichiren | Shingon          | Shingon          | Shingon          |
| Extremo Oriente                                                                                    |                         |                             |                             | Chán, Tendai, Terra Pura, Zen, Nichiren | Chán, Tendai, Terra Pura, Zen, Nichiren | Chán, Tendai, Terra Pura, Zen, Nichiren | Chán, Tendai, Terra Pura, Zen, Nichiren | Chán, Tendai, Terra Pura, Zen, Nichiren |                  |                  |                  |
| |                         |                             |                             |                                         |                                         |                                         |                                         |                                         |                  |                  |                  |
| | 450 a.C.                | 450 a.C.                    | 250 a.C.                    | 100 d.C.                                | 100 d.C.                                | 500 d.C.                                | 500 d.C.                                | 700 d.C.                                | 800 d.C.         | 800 d.C.         | 1200 d.C.        |
| \| \| Legenda: \| \| = Tradição Teravada \| \| = Tradições Mahayana \| \| = Tradições Vajrayana \| |                         |                             |                             |                                         |                                         |                                         |                                         |                                         |                  |                  |                  |
| | Legenda:                |                             | = Tradição Teravada         |                                         | = Tradições Mahayana                    |                                         | = Tradições Vajrayana                   |                                         |                  |                  |                  |

## Nirvana
O nirvana é:
1. É a meta do budismo;
2. É o apagar do fogo das paixões e a extinção do ego;
3. É não necessitar mais reencarnar;
4. É o que todo budista procura por toda vida, a paz absoluta;
5. É o que faz do homem comum um Buda;
6. É a iluminação;
7. É a extrema paz.

## Origens

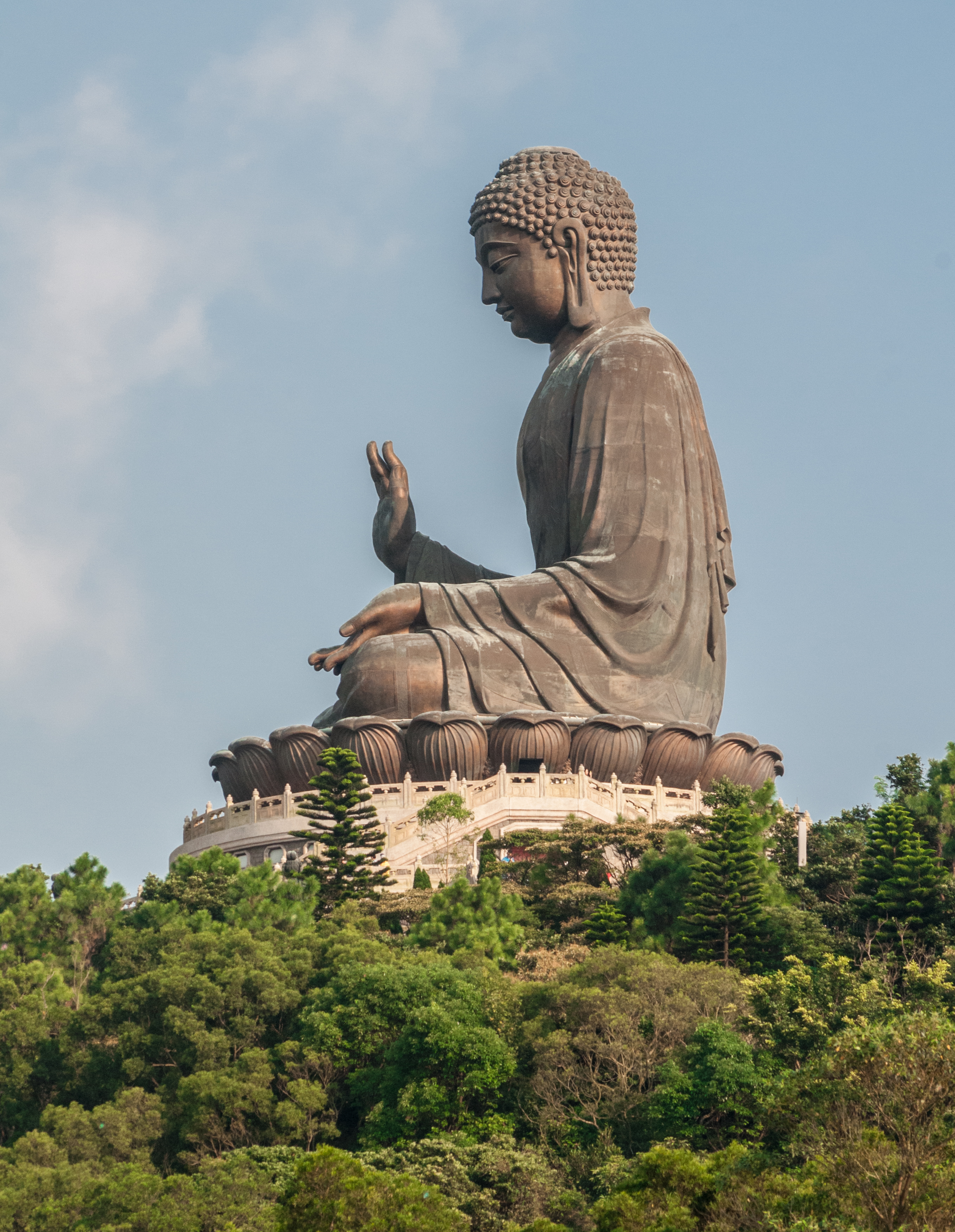
A estátua do Tian Tan Buda, no monastério Po Lin, na ilha de Lantau, em Hong Kong.

Historicamente, as raízes do budismo se encontram no pensamento religioso da Índia antiga durante a segunda metade do primeiro milênio antes de Cristo. Esse foi um período de turbulência social e religiosa, já que havia um significante descontentamento com os sacrifícios e rituais do bramanismo védico. Ele foi desafiado por vários novos ensinamentos e grupos ascéticos, religiosos e filosóficos que romperam com a tradição brâmane e rejeitaram a autoridade dos Vedas e dos brâmanes.
O budismo formou-se no nordeste da Índia, entre o século V e IV a.C.. Este período corresponde a uma fase de alterações sociais, políticas e econômicas nessa região do mundo. A antiga religiosidade bramânica, centrada no sacrifício de animais, era questionada por vários grupos religiosos, que geralmente orbitavam em torno de um mestre.
Um desses mestres religiosos, como visto acima com mais detalhes, foi Sidarta Gautama, o Buda, cuja vida a maioria dos acadêmicos ocidentais e indianos situa entre 563−483 a.C., embora os acadêmicos japoneses considerem mais provável as datas 448 a 368 a.C. Sidarta nasceu na povoação de Kapilavastu, que se julga ser a aldeia indiana de Piprahwa, situada perto da fronteira indo-nepalesa. Pertencia à casta guerreira (ksatriya).
Várias lendas posteriores afirmam que Sidarta viveu no luxo, tendo o seu pai se esforçado por evitar que o seu filho entrasse em contato com os aspectos desagradáveis da vida. Por volta dos 29 anos, o jovem Sidarta decidiu abandonar a sua vida, renunciando a todos os bens materiais e adotando a vida de um renunciante. Praticou o ioga (numa forma que não é a mesma que é hoje seguida nos países ocidentais) e seguiu práticas ascéticas extremas, mas acabou por abandoná-las, vendo que não conseguia obter nada delas. Segundo a tradição, ao fim de uma meditação sentado debaixo de uma figueira, descobriu a solução para a libertação do ciclo das existências e das mortes que o atormentava.
Pouco depois, decidiu retomar a sua vida errante. Chegou a um bosque perto de Benares, onde pronunciou um discurso religioso diante de cinco jovens, que convencidos pelos seus ensinamentos, se tornaram os seus primeiros discípulos e com quem formou a primeira comunidade monástica (sangha). O Buda dedicou, então, o resto da sua vida (talvez trinta ou cinquenta anos) a pregar a sua doutrina através de um método oral, não tendo deixado quaisquer escritos.
Sidarta Gautama, sem dúvida familiar com os pensamentos de sua era e região, ensinou o Caminho do Meio entre a indulgência sensual e o severo ascetismo encontrado no movimento xrâmana (Śramaṇa), comum na região. Como a principal figura do Budismo, os acontecimentos de sua vida, seus discursos e as regras monásticas que ele criou foram compilados após a sua morte e memorizados por seus seguidores. Várias coleções de ensinamentos atribuídas a ele foram preservadas e transmitidas via tradição oral e primeiramente fixadas por escrito cerca de 400 anos depois.

## Cosmologia
A cosmologia budista considera que o Universo é composto por vários sistemas mundiais, sendo que cada um desses possui um ciclo de nascimento, desenvolvimento e declínio que dura bilhões de anos. Num sistema mundial existem seis reinos, que por sua vez incluem vários níveis, num total de trinta e um.
O reino dos infernos situa-se na parte inferior. A concepção do inferno budista não é um lugar de permanência eterna nem é o resultado de um castigo espiritual; os seres que habitam no inferno libertam-se dele assim que o mau karma que os conduziu ali se esgota. O budismo considera que existem infernos quentes e também infernos frios.
Acima do reino dos infernos pelo lado esquerdo, encontra-se o reino animal, o único dos vários reinos perceptível aos humanos e onde vivem as várias espécies. Acima do reino dos infernos pelo lado direito, encontra-se o mundo dos espíritos ávidos ou fantasmas (preta). Os seres que nele vivem sentem constantemente sede ou fome, sem nunca terem essas necessidades saciadas. A arte budista representa os habitantes desse reino como tendo um estômago do tamanho de uma montanha e uma boca minúscula.
O reino seguinte é o dos Asura (termo traduzido como "Titãs" ou dos antideuses). Os seus habitantes ali nasceram em resultado de ações positivas realizadas com um sentimento de inveja e competição e vivem em guerra constante com os deuses.
O quinto reino é o dos seres humanos. É considerado como um reino de nascimento desejável, mas ao mesmo tempo difícil. A vida enquanto humano é vista como uma via intermédia nessa cosmologia, sendo caracterizada pela alternância das alegrias e dos sofrimentos, o que, de acordo com a perspectiva budista, favorece a tomada de consciência sobre a condição samsárica.
O último reino é o dos deuses (deva) e é composto por vários níveis ou residências. Nos níveis mais próximos do reino humano, vivem seres que, devido à prática de boas ações, levam uma vida harmoniosa. Os níveis situados entre o vigésimo terceiro e o vigésimo sétimo são denominados como "Residências Puras", sendo habitadas por seres que se encontram perto de atingir a iluminação e não voltarão a renascer como humanos.

## Escrituras

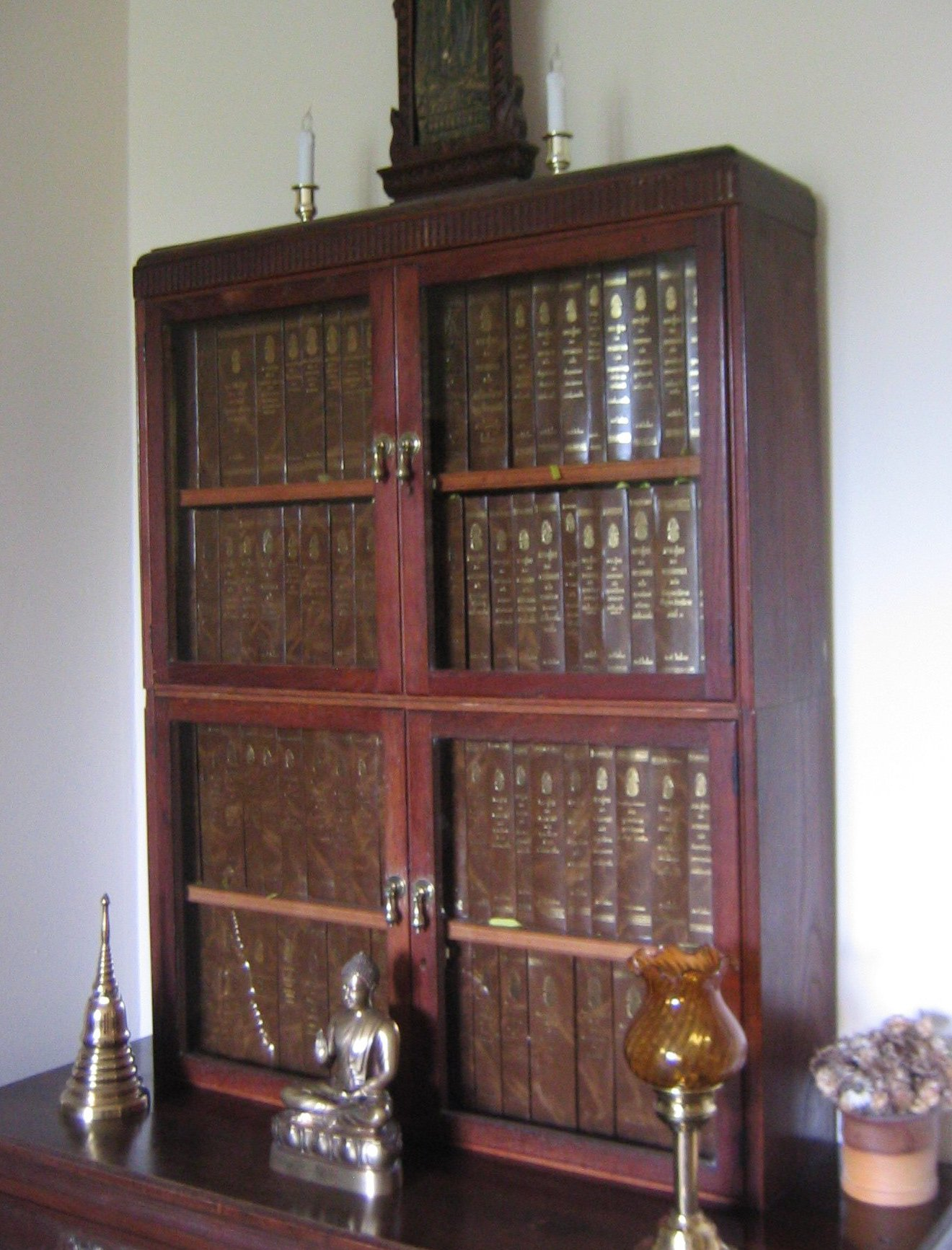
Edição do Cânone Páli

Os principais grupos de budistas da atualidade são Teravada que representam 38% do total, Maaiana representando 56% e Vajrayana, 6%.
O budismo Teravada usa o Cânone Pāli.
No budismo Maaiana, atualmente, no Japão, as três grandes linhas de pensamento são a Nichiren/Tiantai, a Terra Pura e a Zen/Chan. Na China, as grandes linhas são a Chan/Zen e a Terra Pura. Na Coreia do Sul e do Norte as maiores linhas de pensamento budistas também são baseadas na Chan/Zen e na Tiantai.
A Nichiren/Tiantai usa, como texto base, a Sutra do Lótus cujo conteúdo reconhece a autenticidade do Cânone Pāli mas define que os ensinamentos da Sutra do Lotus (que vieram depois) são superiores por ensinarem não apenas como deixar o Samsara mas também como se tornar um buda nesta vida.
A Terra Pura reconhece o Cânone Pāli e a Sutra do Lótus, porém, seus adeptos reconhecem a dificuldade de segui-los nesta vida e, portanto, se dedicam a orar ao buda Amithaba pedindo para que, após essa vida, encarnem em outro mundo (numa terra pura) aonde possam segui-los.
A Zen/Chan entende que o estudo de nenhum escrito é necessário para atingir a iluminação. Nela se ensina que a iluminação se alcança através do koan e/ou da meditação.
No budismo Vajrayana, os textos base são a Mahavairocana Tantra e o Vajraśekhara Sūtra.

## Difusão do budismo

### Índia

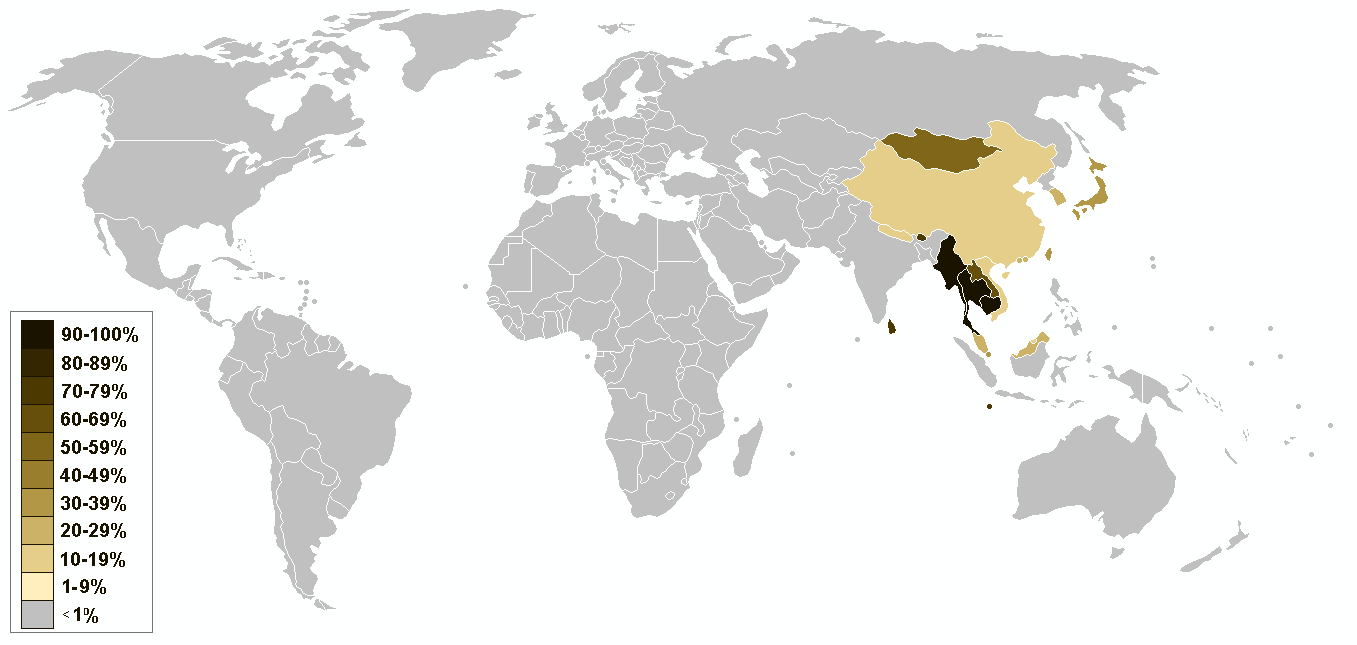
Porcentagens de budistas por país.

A partir do seu local de nascimento no nordeste indiano, o budismo espalhou-se para outras partes do norte e para o centro da Índia. Durante o reinado do imperador máuria Asoka, que se converteu ao budismo e que governou uma área semelhante à da Índia contemporânea (com exceção do sul), essa religião consolidou-se. Após ter conquistado a região de Calinga pela força, Asoka decidiu que a partir de então governaria com base nos preceitos budistas. O imperador ordenou a construção de hospedarias para os viajantes e que fosse proporcionado tratamento médico não só aos humanos, mas também aos animais. O rei aboliu também a tortura e provavelmente a pena de morte. A caça, desporto tradicional dos reis, foi substituída pela peregrinação a locais budistas. Apesar de ter favorecido o budismo, Asoka revelou-se também tolerante para com o hinduísmo e o jainismo.
Asoka pretendeu também divulgar o budismo pelo mundo, como revelam os seus éditos. Segundo estes, foram enviados emissários com destino à Síria, Egito e Macedónia (embora não se saiba se chegaram aos seus destinos) e para o oriente, para uma terra de nome Suvarnabhumi (Terra do Ouro) que não se conseguiu identificar com segurança.
O Império Máuria chegou ao fim em finais do século II a.C.. A Índia foi então dominada pelas dinastias locais dos Sunga (185–173 a.C.) e dos Kanva (c.73–25 a.C.), que perseguiram o budismo, embora este conseguisse prevalecer. Perto do início da era atual, o noroeste da Índia foi invadido pelos citas, que formariam o Império Cuchana. Um dos mais importantes reis desta dinastia, Canisca I (r. 127–150), foi um grande proselitista do budismo.
Durante a era do Império Gupta (320–540), os monarcas favorecem o budismo, mas também o hinduísmo. Em meados do século VI, os Hunos Brancos, oriundos da Ásia Central, invadem o noroeste da Índia, provocando a destruição de inúmeros mosteiros budistas. A partir de 750, a dinastia Pala governou no nordeste da Índia até ao século XII, apoiando os grandes centros monásticos budistas, entre os quais o de Nalanda. Contudo, a partir do século XII, o budismo entra num declínio definitivo devido a vários fatores. Entre estes, encontravam-se o revivalismo hindu, que se manifestou com figuras como Adi Shankara e pelas invasões dos muçulmanos dos séculos XII e XIII.
Embora o budismo tenha passado por uma verdadeira renovação a partir de 1959, ano em que o 14.º Dalai Lama escolhe o exílio, ele parece quase ausente da Índia, a ponto de termos, muitas vezes, de seguir turistas estrangeiros para localizar os lugares santos de antigamente. Nesse percurso, ao longo dos séculos, o budismo suscitou desvios, heresias, seitas.

### Sri Lanka e Sudeste da Ásia

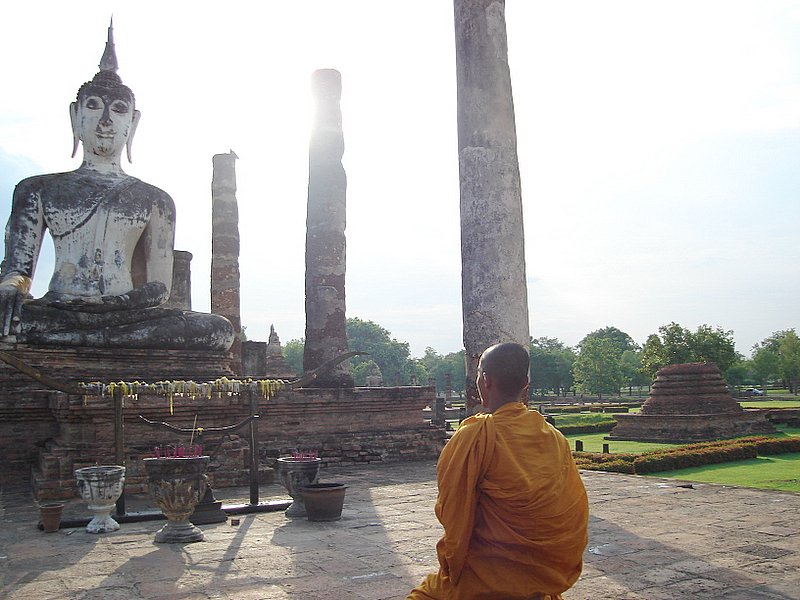
Wat Mahathat, em Sukhothai, na Tailândia.

A tradição cingalesa atribui a introdução do budismo no Sri Lanka ao monge Mahinda, filho de Asoka, que teria chegado à ilha em meados do século III a.C., acompanhado por outros missionários. Esse grupo teria convertido ao budismo o rei Devanampiya Tissa e grande parte da nobreza local. O rei ordenou a construção do Mahavihara ("Grande Mosteiro" em pali) na então capital do Sri Lanka, Anuradhapura. O Mahavihara foi o grande centro do budismo Theravada na ilha nos séculos seguintes.
Foi no Sri Lanka que, por volta do ano 80 a.C., se redigiu o Cânone Pali, a coletânea mais antiga de textos que refletem os ensinamentos do Buda. No século V, chegou à ilha o monge Budagosa, responsável por coligir e editar os primeiros comentários feitos ao Cânone, traduzindo-os para o pali.
Na Tailândia, o budismo lançou raízes no século VII nos reinos de Dvaravati (no sul, na região de Banguecoque) e de Haripunjaya (no norte, na região de Lamphun), ambos reinos da etnia Mon. No século XII, o povo Tai, que chegou ao território vindo do sudoeste da China, adoptou o budismo Theravada como a sua religião.
A presença do budismo na península Malaia está atestada desde o século IV, assim como nas ilhas de Java e Sumatra. Nessas regiões, verificou-se um sincretismo entre o budismo Mahayana e o xivaísmo, que está ainda hoje presente em locais como a ilha de Bali. Entre o século VII e o IX, a dinastia budista dos Xailendra governou partes da Indonésia e a península Malaia, tendo sido responsável pela construção de Borobudur, uma enorme estupa que é o maior monumento existente no hemisfério sul. O islamismo chegou à Indonésia no século XIV, trazido pelos mercadores, acabando por substituir o budismo como religião dominante. Atualmente o budismo é principalmente praticado pela comunidade chinesa da região.

### China

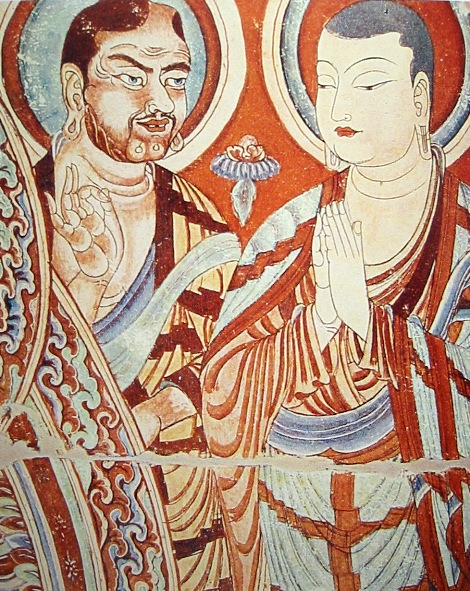
Pintura nas grutas de Bezeklik, no oeste da China, retratando monges budistas.

A tradição atribui a introdução do budismo na China ao imperador Ming de Han (25-220 d.C.), o segundo imperador da dinastia Han do leste. Este imperador teve um sonho no qual viu um ser voador dourado, interpretado por seus conselheiros como uma visão do Buda. O imperador enviou emissários a outros países, a oeste da China, para obter informações sobre a doutrina de Buda.
Escrituras budistas teriam sido trazidas à China, nas costas de cavalos brancos, por Dharmarakṣa e Kaśyapa Mātaṅga, dois grandes monges indianos. Então o imperador ordenou a construção do primeiro templo budista da China, o monastério Baima, na atual cidade de Luoyang, na província de Henan. Os monges levaram, para a China, 42 sutras, contendo 600 000 palavras em sânscrito.
Independentemente da tradição, o budismo só se espalhou na China nos séculos V e VI com o apoio das dinastias Wei e Tang. Durante este período, estabeleceram-se, na China, escolas budistas de origem indiana ao mesmo tempo em que se desenvolveram escolas próprias chinesas.

### Coreia e Japão

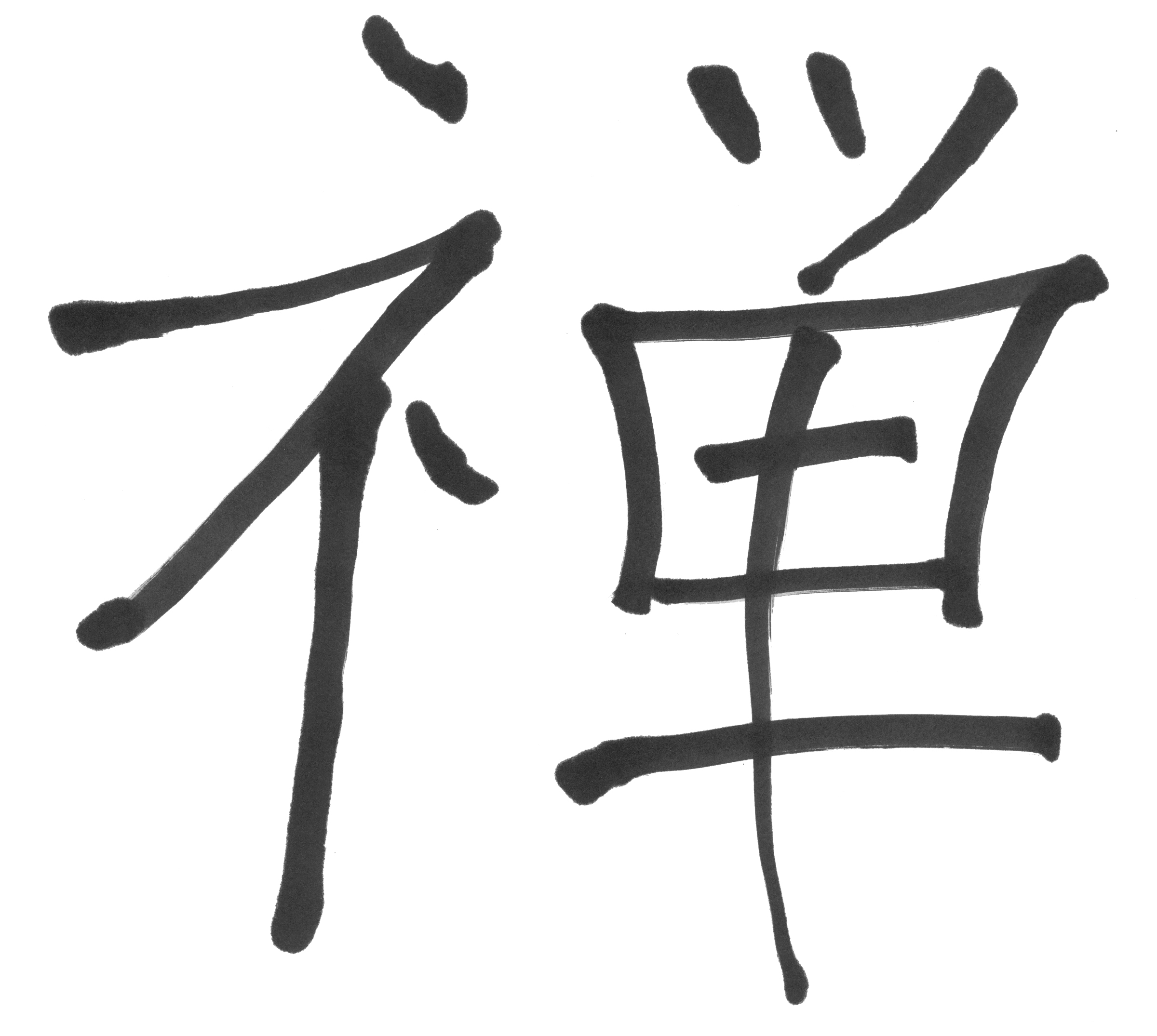
Kanji japonês para "Zen".

O budismo entrou na Coreia no século IV. Nesta altura, a Coreia não era um território unificado, encontrando-se dividida em três reinos rivais: o reino de Koguryo no norte, o reino de Paekche no sudoeste e o reino de Silla no sudeste. Estes três reinos reconheceriam o budismo como uma religião oficial, tendo sido o primeiro a fazê-lo Paekche (384), seguindo-se o Koguryo (392) e Silla (528). Em 668, o reino de Silla unificou a Coreia sob o seu poder e o budismo conheceu uma era de desenvolvimento. Foi nesse período que viveu o monge Wonhyo Daisa (617-686), que tentou promover um budismo do qual fizessem parte elementos de todas as seitas. No século VIII, foi difundido na Coreia o budismo da escola chinesa Chan , denominado son (ou seon)em coreano e que se tornou a escola dominante. O budismo continuou a florescer durante a era Koryo (935-1392), até que a dinastia Li (1392-1910) favoreceu o confucionismo.
A partir da Coreia e da China, o budismo foi introduzido no Japão em meados do século VI. Em 593, o príncipe Shotoku declarou-o como religião do Estado, mas o budismo foi até à Idade Média um movimento ligado à corte e à aristocracia sem larga adesão popular (os missionários coreanos tinham apresentado à corte japonesa o budismo como elemento de proteção nacional). Durante a era Nara (710-794)-Héian (794-1185), várias seitas de expressão chinesa começaram a implantar-se no Japão. São deste último período a escola Shingon e Tendai (Tien Tai). Durante a era Kamakura (1185-1333), o budismo populariza-se finalmente com as escolas Terra Pura, Nichiren e Zen (Chan) nas suas principais vertentes chinesas das escolas Rinzai (Linji) e Soto (Caodong).

### Tibete
No Tibete, o budismo propagou-se em dois momentos diferentes. O rei Srong-brtsan-sgam-po (Songtsen Gampo, c.627-c.650), influenciado pelas suas duas esposas budistas, decidiu mandar chamar ao Tibete monges indianos para ali difundirem a religião. Durante o reinado de Khri-srong-lde-btsan (Trisong Deutsen), construiu-se o primeiro mosteiro budista tibetano e em 747 chegou ao território o notável iogue indiano Padmasambhava, que organizou o budismo tibetano e fundou a escola hoje conhecida como Nyingma (ou "escola da tradição antiga", em relação às posteriores escolas estabelecidas por outros professores). Contudo, uma reação hostil da religião nativa, o Bön, levaria ao declínio do budismo nos dois séculos seguintes.
O budismo seria reintroduzido no Tibete a partir do século XI, com a ajuda do monge indiano Atisa, que chegou ao território em 1042. Com o passar do tempo, formaram-se quatro escolas: Sakyapa, Kagyupa, Nyingmapa e Gelugpa. Em 1578, membros desta última escola converteram o mongol Altan Khan à sua doutrina. Alta Khan criou o título de Dalai Lama, que concedeu ao líder da escola Gelugpa. Em 1641, com ajuda dos mongóis, o quinto Dalai Lama derrotou o último príncipe tibetano e tornou-se o líder temporal do Tibete. Os seguintes dalai lamas foram na prática os governantes do Tibete até à invasão chinesa. O quinto dalai lama criou o cargo de Panchen-lama, que reside no mosteiro de T-shi-lhum-po e que foi visto como uma encarnação do Amitabha.